# Симеоне, Кармело
Карме́ло Симео́не (исп. Carmelo Simeone; 22 сентября 1933, Сьюдадела — 11 октября 2014) — аргентинский футболист, защитник. Выступал за клубы «Велес Сарсфилд», «Бока Хуниорс», «Спортиво Бельграно» и за сборную Аргентины.

## Карьера
Начинал свою карьеру в клубе «Велес Сарсфилд», выступал в его составе семь лет, был одним из ключевых игроков; в те годы этот клуб был середняком чемпионата и, в частности, за время выступления в нём Симеоне так и не смог попасть в первую тройку, хотя несколько раз был близок к этому. Своей игрой за «Велес Сарсфилд» Кармело обратил на себя внимание одного из грандов — «Боки Хуниорс», куда и перешёл в 1962 году. За шесть сезонов в составе «Боки» Симеоне стал трёхкратным чемпионом Аргентины. В 1963 году «Бока» с Симеоне в роли одного из основных защитников дошла до финала Кубка Либертадорес, где уступила «Сантосу», одному из сильнейших клубов мира тех лет. В 1968 году 34-летний Симеоне покинул «Боку», перейдя в клуб «Спортиво Бельграно», выступавший в одной из низших лиг Аргентины; проведя там некоторое время, он завершил игровую карьеру.
В сборной Аргентины Симеоне за 8 лет выступлений вышел на поле лишь 6 раз. На победном для Аргентины домашнем Кубке Америки в 1959 году сыграл три матча из шести. На ЧМ-1966 Симеоне был включён в заявку, но так и не появился его на поле; его команда на том турнире, без проблем выйдя из группы, уступила в 1/4 финала будущим победителем турнира — англичанам.

## Достижения
«Бока Хуниорс»
- Трёхкратный чемпион Аргентины: 1962, 1964, 1965
- Финалист Кубка Либертадорес: 1963

сборная Аргентины
- Победитель Чемпионата Южной Америки: 1959 (Аргентина)
- Обладатель Кубка Наций: 1964